# Emorya
Emorya é um género botânico pertencente à família Scrophulariaceae.